# Karl Wegele
Karl Wegele (Karlsruhe, 27 settembre 1887 – Karlsruhe, 14 novembre 1960) è stato un calciatore tedesco, di ruolo attaccante.